# السو عبدولینا
السو عبدولینا (روسی: Алсу Ренатовна Абдуллина؛ زادهٔ ۱۱ آوریل ۲۰۰۱) بازیکن فوتبال اهل روسیه است.
وی همچنین در تیم ملی فوتبال زنان روسیه بازی کرده‌است.